# 이성진 (양궁 선수)
이성진(李成震, 1985년 3월 7일~)은 대한민국의 양궁 선수이다.
충청남도 홍성군 홍성읍 소향리 출신이다. 홍성군청 소속으로, 2004년 하계 올림픽 여자 양궁 단체전에서 윤미진, 박성현과 함께 금메달을 획득하였고, 개인전에서는 은메달을 획득하였다.
2012년 하계 올림픽 여자 양궁 단체전에서 최현주, 기보배과 함께 금메달을 획득하였다.
2015년부터는 홍성군청으로 이적해 플레잉 코치로 활동하게 되었다.

## 학력
- 홍주초등학교
- 홍성여자중학교
- 홍성여자고등학교
- 전주기전여자대학
- 전주대학교